# ويليام كامدن
ويليام كامدن (بالإنجليزية: William Camden)، (2 مايو 1551 - 9 نوفمبر 1623)، كان إنجليزيًا متخصصًا بالأثريات، ومؤرخًا، وطوبوغرافيًا، وضابطًا للأسلحة، اشتُهر بأنه مؤلف بريتانيا، وهو أول مسح كوروغرافي لجزر بريطانيا العظمى وأيرلندا، ومؤلف الحوليات، وهو أول سرد تاريخي مفصل لعهد إليزابيث الأولى ملكة إنجلترا.

## نشأته
وُلد ويليام كامدن في لندن، وكان والده سامبسون كامدن عضوًا في شركة بينتر ستينرز الرائدة. التحق ويليام بمدرسة مستشفى المسيح ومدرسة سانت بول. التحق، في عام 1566، بجامعة أكسفورد (كلية المجدلية، قاعة برودجيتس، وأخيرًا كلية كنيسة المسيح). تعرف على فيليب سيدني في كلية كنيسة المسيح، وهو من شجع اهتمامات كامدن الأثرية. عاد ويليام إلى لندن عام 1571 دون الحصول على شهادة جامعية. أصبح مرشدًا لمدرسة وستمنستر عام 1575، وهو المنصب الذي منحه حرية السفر ومتابعة أبحاثه الأثرية خلال العطلات المدرسية.

## الحوليات
اقترح وليام سيسيل، بارون بورغلي الأول في عام 1597، أن يكتب كامدن تاريخًا يوثق عهد الملكة إليزابيث. كانت درجة تأثير بورغلي اللاحقة على العمل غير واضحة: فقد ذكر كامدن على وجه التحديد السير جون فورتسكو من سالدن، وهو آخر مستشار خزانة في عهد الملكة إليزابيث، والسير هنري كوف، وهو سكرتير روبرت ديفرو، إيرل إسيكس الثاني، فقط بوصفهم مصادر لكتابة تاريخ ذلك العهد. بدأ كامدن عمله عام 1607. ظهر الجزء الأول في عام 1615، الذي يمثل (الكتب من 1 - 3) بعنوان حوليات الشؤون الإنجليزية والأيرلندية في عهد إليزابيث سنة الخلاص 89 م.د. اكتمل العمل في الجزء الثاني عام 1617 (وهو الكتاب 4، ويغطي الفترة 1589–1603)، ولكن لم يُنشر إلا بعد وفاة كامدن؛ في عام 1625 (طبعة لايدن)، وعام 1627 (طبعة لندن). ظهرت الترجمة الأولى إلى اللغة الإنجليزية للكتب من 1 - 3 في عام 1625، وقام بها أبراهام دارسي (فعليًا عام 1625). ترجم توماس براون، شرائع وندسور، الكتاب الرابع إلى الإنجليزية في عام 1629.
لم تُكتب الحوليات بطريقة سردية متواصلة، بل بأسلوب الحوليات السابقة، وذلك من خلال ذكر أحداث كل عام في مدخل منفصل. بالرغم من توجيه الانتقاد أحيانا إلى الحوليات بسبب موقفها المحابي لإليزابيث وجيمس الأول، فإنها تُعتبر واحدة من أعظم الأعمال في علم التأريخ الإنجليزي وكان لها تأثير كبير على الصورة اللاحقة للعصر الإليزابيثي. قال هيو تريفور روبر عن الحوليات: «بفضل كامدن، ننسب إلى الملكة إليزابيث تبنيها سياسة إعلامية متسقة بدلًا من سلسلة الصراعات غير المنطقية التي لا يمكن حلها وحالات عدم اليقين التي تصيب البلاد بالشلل».
اهتم كامدن بمراجعة أعماله بدقة وفرض رقابة ذاتية عليها لصالح راعيه. شمل ذلك استبدال الصفحات أو تغطية المقاطع بقطع من الورق ملتصقة بها. تسبب هذا في جعل المقاطع الخاضعة للرقابة في مئات الصفحات غير قابلة للقراءة. جعلت، في عام 2023، تكنولوجيا التصوير المحسنة باستخدام الضوء المنقول المقاطع المخفية قابلة للقراءة، وكشفت عن رؤى رئيسية، وأكدت أن الحوليات قد أُعيدت كتابتها بصورة مقصودة لتصوير عهد إليزابيث بطريقة تكون في مصلحة خليفتها. ذكرت الحوليات، من بين المعلومات الجديدة التى كُشف عنها، أن الملكة إليزابيث، وهي تحتضر، عينت جيمس السادس ملك اسكتلندا خليفة لها. يظهر تحليل مسودات المخطوطة أن مشهد فراش الموت كان إضافة ملفقة لدعم خلافة جيمس. بحسب ما ورد فقد أنزل البابا بيوس الخامس عقوبة الحرمان الكنسي على الملكة إليزابيث بسبب «مؤامرات سرية». كان ذلك في الأصل هو «الحرب الروحية» الأكثر التهابًا، التي خفت حدتها فيما بعد. أصبحت المعلومات الجديدة قيد الدراسة اعتبارًا من يوليو 2023، مع توقعات بأن التفسيرات الحديثة للملكة إليزابيث وعهدها من المحتمل أن تتغير.